# Rhabdochona cascadilla
Rhabdochona cascadilla är en rundmaskart. Rhabdochona cascadilla ingår i släktet Rhabdochona och familjen Thelaziidae. Inga underarter finns listade i Catalogue of Life.